# Terremoto di Foggia del 1731

Il terremoto di Foggia fu un evento disastroso, di intensità pari al IX grado della scala Mercalli, che si verificò il 20 marzo 1731 e colpì il Tavoliere delle Puglie nonché il settore nord delle Murge.
Nella città di Foggia crollarono molti edifici e ci furono più di 2 000 vittime, ma in realtà l'epicentro era localizzato alcune decine di chilometri più a sud, verosimilmente presso Stornara o Stornarella.

## Località
Il terremoto interessò diversi comuni. Nella seguente tabella, costruita in base al "Database Macrosismico Italiano del 2004", vengono riportate le dieci più colpite, ordinate per intensità della scossa:
| Località                             | Latitudine | Longitudine | Intensità al sito (MCS) |
| ------------------------------------ | ---------- | ----------- | ----------------------- |
| Cerignola                            | 41.264     | 15.898      | 9                       |
| Foggia                               | 41.460     | 15.553      | 9                       |
| Canosa di Puglia                     | 41.223     | 16.067      | 8-9                     |
| Orta Nova                            | 41.327     | 15.707      | 8-9                     |
| Borgo Tressanti (fraz. di Cerignola) | 41.395     | 15.861      | 8-9                     |
| Ascoli Satriano                      | 41.205     | 15.561      | 8                       |
| Molfetta                             | 41.200     | 16.597      | 8                       |
| Orsara di Puglia                     | 41.281     | 15.266      | 8                       |
| Barletta                             | 41.318     | 16.279      | 7-8                     |
| Bisceglie                            | 41.241     | 16.502      | 7-8                     |

## Precedenti
Il terremoto della Daunia del 1361, di intensità pari a Mw 6.0, aveva colpito duramente il settore meridionale del Tavoliere con epicentro localizzato ad Ascoli Satriano.
Il terremoto della Capitanata del 1627, di intensità pari Mw 6.7, provocò diverse migliaia di morti sebbene l'epicentro fosse localizzato assai più a nord, nell'estremo settore settentrionale del Tavoliere tra San Severo e Lesina.